# Shintarō Kago
Shintaro Kago (駕籠 真太郎, Kago Shintarō), né à Tokyo au Japon en 1969, est un artiste japonais de manga guro. Il a fait ses débuts en 1988 dans la revue Comic Box.

## Biographie
Le 4 avril 2006 a été ouverte une exposition de ses œuvres, appelée Unsanitary Exposition Condition, c'est-à-dire exposition de l'état malsain (不卫生 博 覧 会, Fueisei Hakurankai). De façon analogue il a présenté, au cours du même mois, la première édition de son exposition personnelle de films appelée Shit Film Festival, c'est-à-dire Festival de films de merde (うんこ 映画 祭, Unko Eigasai). Du 3 au 15 septembre 2007, la Galerie vanille à Tokyo a présenté une autre exposition de ses œuvres, appelée Unsanitary Festival in the Cool of the Night, c'est-à-dire Festival malsain par une nuit froide (納涼 不衛生 まつり, Nōryō fueisei matsuri). Kago Shintaro a été invité pour une nouvelle exposition en dehors du Japon : Unsanitary Hong Kong Exhibition (Exposition malsaine de Hong Kong) pour la CIA (Culture Industries Association) du 19 mars au 21 avril 2013.
En 2014, il réalise de nombreux visuels pour le cinquième album du musicien californien Flying Lotus. Intitulé You're Dead, le disque offre une réflexion sur le thème de la mort.

## Son style
Le style de Shintaro Kago a été qualifié de « paranoïa chic ». Il a été publié dans plusieurs magazines de mangas pour adultes, ce qui lui a valu une popularité considérable. Nombre de ses mangas présentent des sous-entendus fortement satiriques, et sont consacrées à des sujets grotesques comme le sexe extrême, la scatologie et la modification corporelle.
Il a également écrit des mangas de science-fiction non guro, en particulier Super-Conductive Brains Parataxis (超 伝 脳 パラタクシス, Choutennou Paratakushisu) pour Weekly Young Jump. Plusieurs de ses courts métrages sont expérimentaux et étranges. Il brise souvent le quatrième mur, et se plait à jouer avec la mise en page de façon extrême, surtout pour produire un effet comique.

## Liste de ses œuvres
- Shine! Greater East Asia Co-Prosperity Sphere (輝け!大東亜共栄圏?)
- Aiko, the 16 Year Old Girl (アイコ十六歳?)
- Six Consciousnesses Thought Changing Ataraxia (六識転想アタラクシア?)
- Everything's Peaceful (万事快調?)
- The Big Funeral (大葬儀?)
- Notebook of Murder and Killing (殺殺草紙・大江戸奇騒天外?)
- Atrocious Comedy in Front of the Station (喜劇駅前虐殺?)
- Bride in Front of the Station (駅前花嫁?)
- Wandering Cartoon Eccentricities in Front of the Station (駅前浪漫奇行?)
- Dance! Kremlin Palace (踊る！クレムリン御殿?)
- Kasutoru Shiki (かすとろ式?)
- Health Plan (健康の設計?)
- Eccentric People Magazine (奇人画報?)
- Super-Conductive Brains Parataxis (超伝脳パラタクシス?)
- Paranoia Street (パラノイアストリート?)
- Ruggedness Nymphomania (凸凹ニンフォマニア?)
- Superhuman (人間以上?)
- Hannya Haramita (ハンニャハラミタ?)
- Sudden Delusion (飛び出す妄想?)
- The Collection (収集?)
- Notebook of Murder and Killing - The 13 Cruel Sufferings of the Great Edo (殺殺草紙・大江戸無残十三苦?) (2004, one shot). Publié en version française sous le titre de Carnet de massacre - 13 contes cruels du Grand Edō par les Éditions IMHO en octobre 2010[1],[2].
- Refurbishment - Everything's Peaceful (新装・万事快調?)
- Dream Toy's Factory (夢のおもちゃ工場?)
- Correct Perverted Sexual Desires (正しい変態性欲?)
- Manga of Hole, Character, Blood, Etc. Appearances (穴、文字、血液などが現れる漫画?)
- Doodlebug vs Girl in Pieces (アリ地獄VSバラバラ少女?)
- Black Theatre: Granny's Dead Body is Stinky! (ブラックシアターおばあちゃんが死体くさいよ?)
- Fraction (フラクション?) (2009, one shot). Il a été publié en version française par les éditions IMHO en mars 2012[3]
- An Inquiry Concerning A Mechanistic Worldview of the Pituitary Gland
- Abstractions
- Anamorphosis no Meijū (アナモルフォシスの冥獣?) (2010, one shot). Publié en version française sous le titre d'Anamorphosis par les Éditions IMHO en septembre 2012[4].
- Tôkô Tochû no Deaigashira no Gûzen no Kiss ha Ariuruka? (2012, one shot). Publié en version française sous le titre d'Une collision accidentelle sur le chemin de l'école peut-elle donner lieu à un baiser? par les Éditions IMHO en septembre 2013.
- Collaboration graphic with the flying artist Lotus on the album " You' re Dead " taken(brought) out on November 6th, 2014
- Dementia 21, éditions Huber, 2023, 288 p.
- Dementia 21 vol. 2, éditions Huber, 2024, 288 p.
- La princesse du château sans fin, éditions Huber, 2022, 192 p.
- Les douze sœurs du château sans fin, éditions Huber, 2023, 92 p.